# 海防論
海防論（かいぼうろん）は、江戸時代後期、諸外国の日本への進出に対して生じた国防論議。

## 発端
海防論が論じられる発端となったのは18世紀後半からである。北海道厚岸に来たロシア人パベル・レベデフ＝ラストチキンが松前藩に交易を求めた。このロシアの接近に対し、蝦夷の処理をどうするかで始まった。

### 積極論
工藤兵助（『赤蝦夷風説考』）、林子平（『海国兵談』）、本多利明、佐藤信淵らが唱えたもので、ロシアの南下を防ぐ為に蝦夷地に進出しその経営に着手すべきと説いた。中でも林子平は海防の具体策についても論じており、それはのちの国防策の指針となった。
また、蒲生君平は主戦論を主張し、水戸派は激しい攘夷論を唱えた。

### 消極論
中井竹山、中井履軒らが唱えたもので、蝦夷地は国境外の僻地であり、そのような未開地を開発経営することはいたずらに国力を消耗するだけであると説いた。田沼意次の蝦夷開発計画を中止させた松平定信は、はじめは消極論者だった。

### 幕末の海防論
しかし、ロシアのみならず諸外国船の進出が激しくなりとりわけラクスマン、レザノフの来航、フェートン号事件（1808年）などによって江戸幕府全体が積極論に傾き始め、1802年には蝦夷奉行（のちに箱館奉行、松前奉行）が設置された。
また世論も蝦夷地だけの問題とせず、国をあげて海防問題が論議されるようになった。古賀侗庵は1837年のモリソン号事件のころに『海防臆測』を著したが、異国船打払令（1825年）の危険性や国防強化を説いた反面、開国の必然性も述べている。同様に海防論を装った開国派として渡辺崋山も『慎機論』を著したが蛮社の獄に会っている（#蛮社の獄とその最期）。
これらの議論はとかく机上の空論になりがちであったが、ペリーやハリスの来航により諸外国との関係が「不平等条約締結」という具体的な政治上の問題にまで発展すると蝦夷地の経営から出発した単純な海防論も、その性格の変貌を余儀なくされ、将軍継嗣などの国内問題と絡んで、ますます複雑になり幕末に及んだ。

## 影響
盛岡藩ではラクスマン来航事件の影響から幕命で蝦夷地の警護を固めたが、財政負担増加に加え、凶作が重なり、三閉伊一揆（1847年-1853年）が起こる。
ペリーの黒船来航に際し、徳川幕府は対応策を立てられなかったため、庶民に意見を求めることとなったが、一例として、遊女屋の藤吉の策として、千隻の舟を借りたいと申し出、漁師を乗らせ、近づいた黒船に対して親切に礼をして、台場には役人がいて手続きが面倒ゆえ自分達に任せて下さいと声をかけ、鶏や水・会津塗りなどアメリカ人が好みそうなものを贈り、親睦を深め、油断したところで土産物を手に乗船し、酒宴を開き、その後、適当にアメリカ人と喧嘩を始め、火薬置き場に火をつける。そして鮪包丁で次々と切りつけていく。作戦に参加する日本人も多く焼け死ぬこととなるが、元より国に殉じる覚悟はできていると書を投じている。しかし藤吉は案が通らないと判断し、若年寄の遠藤但馬守が登城する途中に直訴し、駕籠の中の但馬守に書を受け取らせた。切捨御免される恐れもあったことから単なる冗談ではなく、本気で命を賭す覚悟があったと分かる。
浜松藩では水野忠邦が藩に長沼流兵学を導入しようと当流の兵学者を招き講義させるなどし、井上氏の時代となってからは米津浜沿岸に砲台が築造される（安政3年/1856年）。さらに海防には藩兵だけでは不足したため、領内の穀高に応じ、17-50歳の丈夫な男衆が徴用され、「農兵隊」が設けられる。この農兵隊には有事の際に神社の神官（神職）も加わることとなっており（神官弓隊）、神官は弓に親しんでいた上、国学の伝統や地位の保全もあって、海防熱は高まっていた。安政4年（1857年）には鉄砲による訓練が始められている。

## 関連文献
- 金澤裕之「竹川竹斎の海軍構想--『護国論』を中心に」日本歴史770、2012年7月。